# 下米特羅波利亞市鎮

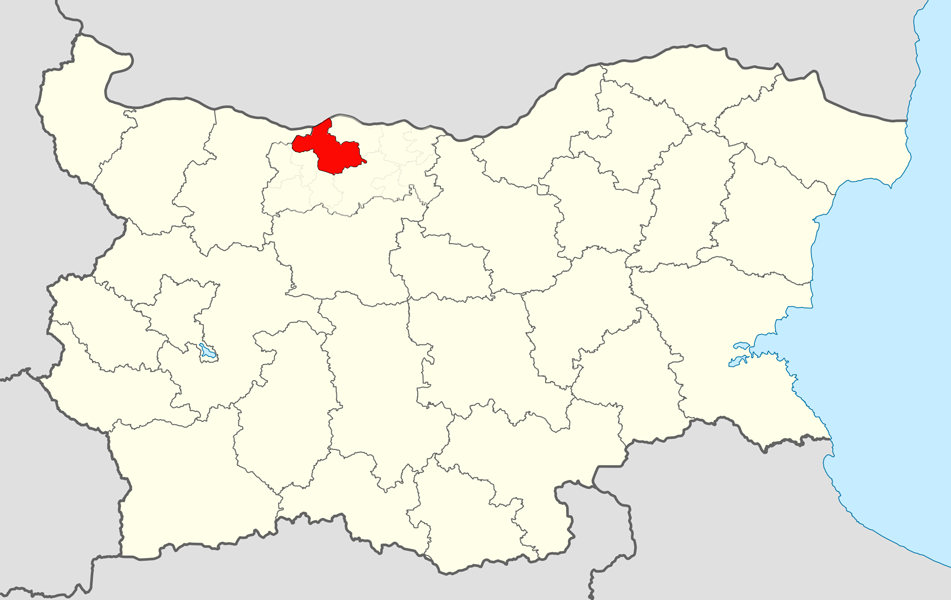

43°33′N 24°30′E / 43.550°N 24.500°E
下米特羅波利亞市，是保加利亞的城鎮，位於該國北部，由普列文州負責管轄，首府設於下米特羅波利亞，面積674.81平方公里，2009年人口21,304，人口密度每平方公里31.57人。